# Piquepoul noir
Une proposition de fusion est en cours entre Pical Pôlho et Piquepoul noir.
Le piquepoul noir, ou picpoul noir, est un cépage français de raisin noir.
Il existe également le piquepoul blanc et le piquepoul gris.

## Origine
Il provient des vignobles languedociens et provençaux.

## Production

### France
Il est classé recommandé dans les vignobles du Languedoc et de Provence. Il fait partie de l'encépagement des appellations côtes-du-rhône, châteauneuf-du-pape et palette.
En 1999, il couvrait moins de 100 ha contre 357 ha en 1958. En 2008, cela ne représentait seulement 73 ha dans le sud de la France.
Le piquepoul noir est souvent un composant mineur dans les assemblages au contraire du piquepoul blanc. Il existe cependant un exemple d'un assemblage ayant le piquepoul noir comme composante majeure. Il s'agit d'un minervois du Clos Centeille qui est composé à 90 % de piquepoul noir et de 10 % de rivairenc.

### Étranger
En Espagne, il représente officiellement 3 ha et est également utilisé dans des assemblages.

## Caractères ampélographiques

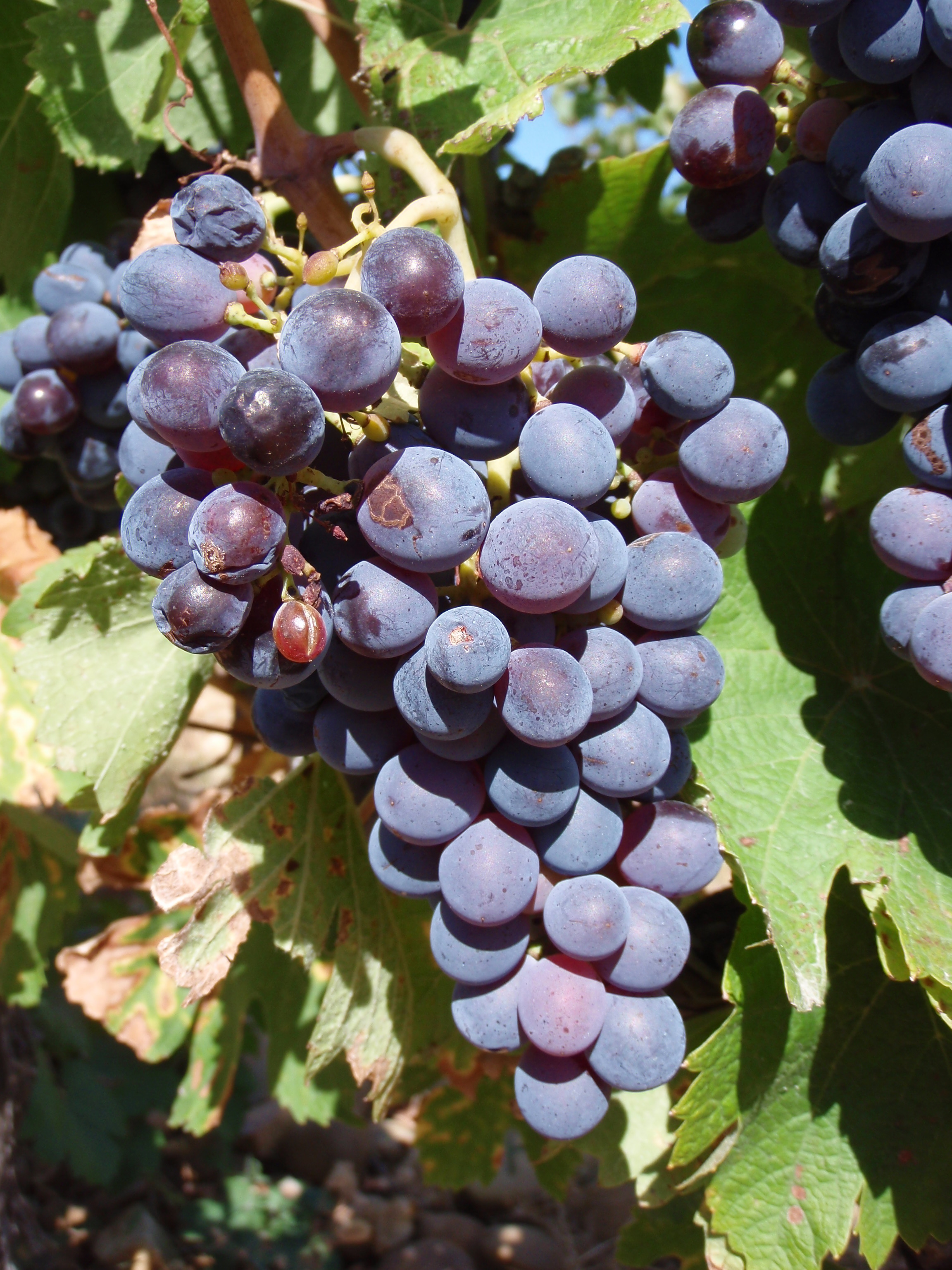
Une grappe de piquepoul noir.

- Extrémité du jeune rameau épanoui, cotonneux blanc à liseré carminé.
- Jeunes feuilles duveteuses, bronzées.
- Feuilles adultes, orbiculiares à cinq lobes avec des sinus latéraux à fonds aigus, un sinus pétiolaire en lyre et faiblement ouvert, des dents ogivales et étroites, un limbe légèrement aranéeux ou aranéeux-pubescent en dessous.

## Aptitudes culturales
Ce cépage débourre quelques jours après le chasselas et sa maturité est de troisième époque : 30 jours après le chasselas.
C'est un cépage de bonne vigueur mais peu productif. Pour obtenir une récolte satisfaisante, on le taille en gobelet à taille courte.

## Potentiel technologique
Les grappes sont de taille moyennes et les baies sont moyennes. Le cépage est sensible à l'oïdium, à la pourriture grise et à l'érinose.
Il donne un vin rouge peu coloré, aromatique, avec une bonne acidité et un bouquet riche. Le piquepoul noir est vinifié généralement en assemblage avec d'autres cépages. Il peut aussi donner de bons rosés.

## Synonymes
Le piquepoul noir est connu sous les noms de languedocien, pical negro, pical pôlho, picapoll, picapoll negro, picapoll tinta, picapouia, picapulla, picpouille, picpoul, picpoule, picquepoul, piquerette noire.
Il est parfois confondu avec d'autres variétés comme le calitor (aussi appelé piquepoul de Fronton) et le cinsault (appelé piquepoul d'Uzès).